# Hotel Transylvania
Hotel Transylvania is een Amerikaanse digitale animatiefilm in 3-D uit 2012. De film werd geproduceerd door Sony Pictures Animation en gedistribueerd door Columbia Pictures. De regie was in handen van Genndy Tartakovsky en de film werd geproduceerd door Michelle Murdocca. Stemmen werden ingesproken door Adam Sandler, Andy Samberg, Selena Gomez, Kevin James, Fran Drescher, Steve Buscemi, Molly Shannon, David Spade en Cee Lo Green.

## Verhaal
Als onderdeel van een groots project om zijn inkomsten veilig te stellen en zijn dochter Mavis een veilig thuis te geven, laat de legendarische vampier Graaf Dracula een vijfsterrenhotel ontwerpen en bouwen, genaamd Transylvania. Met het hotel, waar mensen niets van afweten en, dankzij een hele reeks voorzorgsmaatregelen (waaronder een vervloekt kerkhof en een duister, dichtbebost woud) deze op afstand worden gehouden, hebben monsters van over de gehele wereld gedurende bijna 100 jaar een veilig en volledig toegerust vakantieoord. Elk jaar houdt Dracula een speciaal evenement op de verjaardag van Mavis.
Op de dag van Mavis' 118e verjaardag komen, gewoontegetrouw, de monsters toegestroomd, waaronder Frankenstein en zijn vrouw Eunice, Murray de Mummie, de weerwolven Wayne en Wanda tezamen met hun ontelbaar aantal welpen, Griffin de Onzichtbare, Bigfoot, Steve de Blob, Hydra en The Fly. Mavis zelf heeft niet veel zin in een feest: ze wil de wereld ontdekken, iets wat haar vader haar nooit wilde schenken als verjaardagsgeschenk, en tot op heden door Mavis' "jeugdigheid" telkens wist af te wimpelen. Meer nog: Mavis heeft het hotel nog nooit mogen verlaten. Dracula wantrouwt namelijk mensen en is enkel van mening dat zij monsters willen uitroeien, iets wat hij overigens de andere monsters voor ogen blijft houden.
Tot Mavis haar eigen verbazing geeft Dracula toe aan haar wens, maar tempert het haast onmiddellijk, door te stellen dat ze misschien beter eerst een nabijgelegen dorp bezoekt en ziet hoe het gaat. In het dorp wordt Mavis geconfronteerd met boze dorpelingen, die met lookbrood, hooivorken en fakkels haar belagen. Door deze schokkende ervaring komt Mavis tot de conclusie dat haar vader gelijk heeft en vlucht, niettemin teleurgesteld, naar het kasteel terug.
In werkelijkheid is het hele dorp echter maar een façade, en zijn de dorpelingen de zombie-werkkrachten van het hotel in vermomming. Juist wanneer deze het dorp weer afbreken, komt een geheimzinnige figuur bij het dorp aan en volgt de zombies, tot hij zelf in het kasteel belandt. Dracula spot hem net op tijd: hij introduceert zichzelf (in de draaideur) als Jonathan. Dracula beseft dat hij zelf diens aandacht had getrokken, de woorden van de architect indachtig ("geen vreugdevuren, geen vuurwerk of lichtshows"). Hij probeert eerst Jonathan naar buiten te werken maar wordt langs alle kanten door de gasten benaderd. In een vestiaire vermomt hij Jonathan als de golem Johnnystein, om hem zo uit het hotel te smokkelen, maar ook dat loopt vreselijk mis; sterker nog, Jonathan ontdekt eindelijk dat hij in een monsterhotel is beland, en dat de gasten échte monsters zijn. Tot overmaat van ramp botsen hij en Mavis op elkaar en "zingen" (het monster-equivalent van liefde op het eerste gezicht), al beseffen ze dat zelf dan niet. Dracula probeert hem alsnog uit het zicht weg te krijgen, na kort te hebben toegelicht waar het hotel voor dient, maar deze keer is het Mavis die, nieuwsgierig naar de jongeman, zich komt moeien. Dracula introduceert hem als mede-planner van het verjaardagsfeest van Mavis en dat hij (door "121 jaar oud te zijn") kan helpen een meer jeugdig perspectief te bieden aan het feest.
Na Mavis te hebben afgewimpeld probeert Dracula Jonathan via een geheim netwerk van tunnels alsnog weg te krijgen maar hij belandt, omdat hij na al die jaren zelf niet meer weet hoe ze lopen, uiteindelijk in de gelag- en feestzaal van het hotel, waarbij Mavis opnieuw haar opwachting maakt. In de verwarring komt hij daardoor oog in oog met onder meer Frankenstein en introduceert hij zich, in enige mate bijgevallen door Dracula, als Johnnystein, en een neef van Frank... en wordt het verhaal van partyplanner volgehouden.
Johnny brengt wel degelijk een ander perspectief, waaronder een meer rock-achtige live-act met de gitaar van Murray en hij geraakt verwikkeld in een spelletje in het zwembad. Dracula blijft echter proberen om Johnny weg te krijgen en dreigt uiteindelijk hem leeg te zuigen tot hij zo leeg is als een 'schetenkussen' als hij niet gauw ophoepelt. Mavis haalt hem echter terug en samen genieten ze op het dak van een zonsopgang (wat Mavis vanuit de schaduw en veiligheid doet van de schoorsteen, om niet in brand te schieten). Johnny valt kort nadien door het dak en valt midden tussen de monsters in een sauna, net als Dracula met Griffin, Frank, Murray, Blobby en Wayne een heftige woordenwisseling wil besluiten waarom Johnny weg is gegaan.
Daar Dracula er niet in slaagt Johnny weg te krijgen, zet hij hem maar aan het werk in de feestzaal, maar het ontaardt al snel in een doldwaze achtervolging tussen de twee, die eindigt in de gang als Johnny en Dracula in een van de levende harnassen knallen. Echter moet Dracula meteen weer in actie komen, want  de chef-kok van het hotel, Quasimodo, die er zeker van is dat Johnnystein een mens is, vangt en ontvoert hem. Dracula kan niet meteen tussenbeide komen, want hij wordt geconfronteerd door Mavis; deze steekt niet echt weg dat ze gevoelens heeft voor Johnny.
Uiteindelijk weet Dracula tussenbeide te komen alvorens Quasimodo een jammerende Johnny aan het spit kan rijgen. Hoewel er nog een poging wordt gedaan om de kok van het tegendeel te proberen te overtuigen, is het voor Quasimodo duidelijk: Johnnystein is een mens, en wil alarm slaan.  Dracula gebruikt zijn magie om Quasimodo te bevriezen, en ze laten de kok achter op de vloer (een bediende komt nog langs en wringt Quasimodo een van diens eigen vingers in de neus als wraak voor de soms ruwe behandeling van de chef-kok van zijn personeel).
Een ongewoon stille Dracula neemt Johnny mee naar een indrukwekkend vertrek, en  Johnny ontdekt dat dit de graaf zijn eigen vertrekken zijn. Maar het meest opvallende is een imposant schilderij, waar Johnny een vrouw herkent, waar een legende over bestaat; ze zou de vrouwe geweest zijn van een oud kasteel, waar ze met haar man en dochter verbleven in diepe en ware liefde, alvorens, op een nacht, het kasteel in vlammen op ging. Volgens Johnny kan je in de ruïnes nog steeds de kracht van hun liefde voelen. Dracula ontnuchtert de jongen snel als hij het gehele schilderij onthult, en blijkt dat de vrouw en Dracula de personen zijn, wiens liefde met drama werd vernietigd door mensen, die niet alleen zijn vrouw vermoordden, maar ook het kasteel in brand staken; het kind is niemand minder dan Mavis, en uit bitterheid stichtte hij het hotel maar verwenste alle mensen.  Toch geeft Dracula toe dat alles veranderd is, nu Mavis gevoelens koestert voor Johnny; gevoelens, zo merkt Dracula, die wederzijds zijn. Johnny probeert nog aan te geven dat mensen al lang niet meer zo zijn, maar kan de graaf niet overtuigen, en geeft uiteindelijk toe: hij zal het hotel verlaten, maar op Drac's aangeven, niet tot na het feest. Johnny geeft ook toe dat het niet zijn bedoeling was Mavis te kwetsen, of Dracula. Als wijze van compliment geeft Dracula nog toe dat Johnny geen slechte vampier zou zijn, waarna het duo de plotse spanning breekt met nabootsingen van Wayne de weerwolf.
Het verjaardagsfeest start en alles verloopt goed, Mavis geniet voluit van wat Johnny er van heeft gemaakt; zelfs Dracula gaat uit de bol, tot wanneer Jonathan en Mavis elkaar kussen. Dracula gaat uit zijn dak tegen Johnny, maar krijgt meteen tegenwind van zijn eigen dochter; tot overmaat van ramp geeft Mavis te kennen dat ze het dorp een nieuwe kans wil geven, waarop Dracula uit de biecht klapt dat het dorp niet echt bestaat; Op aandringen van Mavis en de andere monsters bekent hij het eerdere dorp doelbewust te hebben laten bouwen. Het wordt nog erger wanneer The Fly de "bevroren taal" van Quasimodo vertaalt en zegt dat Johnnystein een mens is. Hierop ontstaat er paniek bij de gasten omdat zij van mening zijn dat Jonathan hen komt uitroeien. Te midden van de ontstane chaos bekent Mavis niettemin haar liefde voor Johnny, die eerst wil toegeven, maar, als blijk van boetedoening, haar resoluut afwijst. Met zwaar gemoed verlaat Jonathan het hotel.
De gevolgen zijn niet te overzien; Mavis heeft eindelijk het geschenk van wijlen haar moeder, en geeft toe dat zij met Johhny heeft 'gezingd'. Terneergeslagen vraagt ze aan haar vader om haar geheugen uit te wissen, wat een geschokte Dracula niet over zijn hart krijgt. Eindelijk realiseert Dracula zich dat hij het hart van zijn dochter heeft gebroken, en welke vreselijke fout hij heeft begaan. Hij wil de zaken rechtzetten, maar heeft hulp nodig. De woedende hotelgasten trotserend geeft Dracula aan zijn vrienden in het bijzonder toe fout te zitten waar het mensen betreft, maar vooral dat hij verkeerd was tussen Johnny en Mavis te willen komen, omdat ze 'zingden'. Dit breekt de woede volledig, en samen met Wayne, Murray, Griffin en Frankenstein gaat Dracula wanhopig op zoek naar Johnny. Zoals Dracula had gehoopt, verloor Johnny een kledingstuk uit zijn rugzak. Met behulp van Wendy, de enige meisjeswelp van Wayne's kroost, komen ze er achter dat Johnny over 15 minuten zal opstijgen met het vliegtuig. Ondanks het gevaar van de zon voor Dracula, besluiten ze toch het risico te nemen, om zich, tot hun verbazing, vast te rijden in een monsterfestival in de nabijgelegen stad. Dracula en zijn vrienden beseffen dat Johhny daadwerkelijk gelijk had, en dat de mensen inderdaad zijn veranderd in hun houding jegens monsters: ze vinden het zelfs fantastisch dat Frankenstein en Dracula (in het bijzonder) zich onder hen bevinden. Met behulp van de aanwezige 'vampieren', maken ze een tunnel met hun capes, waardoor Dracula in sneltempo naar het vliegveld kan van Transylvania Airport. Hij is echter te laat: het vliegtuig is al vertrokken. Ondanks het gevaar zet Dracula door en weet, heftig rokend en puffend, alsnog het vliegtuig te pakken te krijgen, en, mits hypnose van de piloot, Johnny om vergiffenis te vragen en zijn zegen uit te spreken over hem en Mavis. Johnny is prompt bereid terug te keren en Dracula laat het vliegtuig rechtsomkeert maken.
Enige tijd later crasht Dracula in de kamer van de treurende Mavis en vraagt eveneens om haar vergiffenis, en presenteert terstond een prachtige rugzak... met Johnny in de riemen.
Diezelfde avond is er opnieuw feest, ditmaal met veel luister en gaat ook Dracula volledig los, en wordt er voor het eerst in de geschiedenis van het hotel vuurwerk afgestoken.
Na de komische eindgeneriek komen diverse afbeeldingen als achtergronden aan bod bij de aftiteling; het zijn weergaves van de plekken die Mavis en Johnny hebben bezocht, waarmee wordt aangegeven dat Dracula, in lijn met de rugzak, zijn dochter de wijde wereld in heeft laten trekken.

## Rolverdeling
| Acteur         | Personage                   | Bijkomende info                                           | Nederlandse stemacteur |
| -------------- | --------------------------- | --------------------------------------------------------- | ---------------------- |
| Adam Sandler   | Graaf Dracula               | eigenaar van hotel Transylvania en overbeschermende vader | Charly Luske           |
| Andy Samberg   | Jonathan/Johnny/Johnnystein | een 21-jarige jongeman die toevallig het hotel ontdekt    | Ferry Doedens          |
| Selena Gomez   | Mavis Dracula               | de 118-jaar oude "tiener"-dochter van Dracula             | Liza Sips              |
| Sadie Sandler  | jonge Mavis / Winnie        | Wayne's en Wanda's dochtertje                             |                        |
| Kevin James    | Frank/Frankenstein          |                                                           | Marcel Jonker          |
| Fran Drescher  | Eunice                      | de vrouw van Frankenstein                                 | Marjolein Algera       |
| Steve Buscemi  | Wayne                       | weerwolf                                                  | Tony Neef              |
| Molly Shannon  | Wanda                       | weerwolf en vrouw van Wayne                               |                        |
| David Spade    | Griffin de Onzichtbare      |                                                           | Edward Reekers         |
| Cee Lo Green   | Murray                      | mummie                                                    | Fernando Halman        |
| Jon Lovitz     | Quasimodo                   |                                                           | Huub Dikstaal          |
| Luenell        |                             | gekrompen hoofd                                           | Trudy Labij            |
| Chris Parnell  | The Fly                     | fitnesscoördinator                                        |                        |
| Brian George   |                             | levend harnas                                             | Fred Meijer            |
| Brian Stack    |                             | piloot                                                    | Paul Disbergen         |
| Jackie Sandler | Martha                      | overleden vrouw van Dracula en moeder van Mavis           | Anneke Beukman         |
| Rob Riggle     |                             | levend skelet                                             | Leo Richardson         |
| Paul Brittain  |                             | zombie                                                    | Ewout Eggink           |
| Robert Smigel  |                             | verklede Dracula op "Monster Parade"                      | Leo Richardson         |
| Jonny Solomon  |                             | gremlin                                                   |                        |
| Jim Wise       |                             | gekrompen hoofd                                           |                        |
| Brian McCann   |                             | harig monster                                             | Leo Richardson         |
| Paul Brittain  | deel van Hydra van Lerna    | Hydra                                                     |                        |
| Craig Kellman  | deel van Hydra van Lerna    | Hydra                                                     |                        |
| Tom Kenny      | deel van Hydra van Lerna    | Hydra                                                     |                        |
| Brian McCann   | deel van Hydra van Lerna    | Hydra                                                     |                        |
| Jonny Solomon  | deel van Hydra van Lerna    | Hydra                                                     |                        |
| Jim Wise       | deel van Hydra van Lerna    | Hydra                                                     |                        |

### Monstercameo's
Naast de hoofdpersonages komen onderstaande monsters ook in beeld:
- Heksen van Witchraft - Ze werken als meiden in het hotel
- Zombies - Ze werken als knechten, goedkope arbeidskrachten en piccolo's
- Hoofdloze ruiter uit The Legend of Sleepy Hollow als taxichauffeur
- Mr. Hyde uit The Strange Case of Dr Jekyll and Mr Hyde
- Diverse Gill-man uit Creature from the Black Lagoon
- Verschrikkelijke sneeuwman
- Cycloop
- Waterspuwers
- Gremlins
- De rat-aap uit Braindead
- Minotaurus
- Skeletten in het thema van Día de los Muertos
- Breinen uit The Brain from Planet Arous
- De tarantula uit de gelijknamige film
- De octopus uit It Came from Beneath the Sea
- De hand uit The Addams Family
- De Hydra van Lerna (aangesproken als meneren Dinkelburg en mevrouw Dinkelburg, want 1 van de koppen is een vrouw)
- Bigfoot (cryptide), die we enkel tot zijn borst zien of alleen een voet

## Videospellen
Er zijn enkele spellen op de markt gekomen die gebaseerd zijn op de film, waaronder
- Hotel Transylvania Social Game, ontwikkeld door Sony[2]
- Hotel Transylvania, ontwikkeld door WayForward Technologies voor Nintendo DS en Nintendo 3DS[3][4]
- Hotel Transylvania Dash, ontwikkeld door Sony voor Apple iPad[5]
- Hotel Transylvania BooClips Deluxe App, ontwikkeld door Castle Builders en Sony Pictures Animation

## Vervolg
In 2015 is een vervolg op deze film uitgebracht, Hotel Transylvania 2. In 2018 volgde het derde deel, Hotel Transylvania 3: Summer Vacation.
In 2017 is er ook een animatieserie uitgebracht, Hotel Transylvania: The Series. Het dient als een voorloper van de eerste film Hotel Transylvania, die vier jaar voor de gebeurtenissen van de eerste film plaatsvindt, met de nadruk op de activiteiten van Mavis Dracula en haar vrienden in Hotel Transylvania. De serie is echter niet in lijn met de films, vermits Mavis er meermaals in contact komt met mensen en kennismaakt met de zuster van Dracula; ook zijn de vrienden jeugdige versies van Frankenstein, Murray, Griffin en Wayne.

## Trivia
- Frankenstein is volgens het boek van Mary Shelley de naam van de dokter, niet van het monster. Toch wordt de naam regelmatig verkeerd gebruikt als aanduiding van het monster. Zelf noemt hij zich overigens "een Stein" en is zijn voornaam Frank. In eenzelfde lijn noemt Jonathan zich dan Johnny Stein (of Johnnystein).
- Quasimodo is volgens het boek De klokkenluider van de Notre-Dame een mens, geen monster, al kan de afkeer voor hem in het verhaal hem als dusdanig laten interpreteren.
- Jonathan is mogelijk vernoemd naar Jonathan Harker, een van de moordenaars van Dracula in het boek van Bram Stoker.
- Tijdens de schermutseling tussen de levende harnassen en Quasimodo wordt hij aangesproken met de familienaam "Wilson". Waar dit vandaan komt is niet bekend, vermits Quasimodo van Franse afkomst hoort te zijn, zou de achternaam zeker niet Angelsaksisch kunnen zijn.
- Miley Cyrus zou de rol van Mavis inspreken,[6] maar werd vervangen door Selena Gomez.
- Fran Drescher steekt zelf de draak met haar typische karaktertrekjes en luide stem in haar vertolking van Eunice Stein, vanwege haar rol als Nanny Fine in The Nanny, waar ze het meest van bekend is.